# Роман Штайнберг
Роман Штайнберг (ест. Roman Steinberg, нар. 5 квітня 1900 — пом. 16 квітня 1928) — естонський борець греко-римського стилю у ваговій категорії до 75 кг, бронзовий призер Літніх Олімпійських ігор 1924 у Парижі. Він також був триразовим чемпіоном Естонії з 1921 по 1923 рік під керівництвом тренера Роберта Окси.
Помер внаслідок туберкульозу у віці 28 років.